# 鳴海 (砲艦)
鳴海 （なるみ）
は、日本海軍の砲艦。
前身はイタリア海軍の砲艦「エルマーノ・カルロット（Ermanno Carlotto）」。
艦名は都市・名勝名で東海道五十三次の宿場で鳴海宿(現在の名古屋市緑区にある)がある。
また近くの海を鳴海潟と呼び、そこで歌われた古歌から太田道灌が勝機をつかんだという故事があるという。

## 艦歴
「エルマーノ・カルロット」は上海ドックアンドエンジニアリング社で1921年に竣工。第二次世界大戦中は上海にあり、1943年(昭和18年) 9月8日のイタリアの降伏にともない日本軍に接収された。自沈したともいわれるが、自沈したイタリア敷設艦「レパント」と比べて日本海軍への編入までの期間が短いことなどから、自沈せず鹵獲された可能性も高い。

### 鳴海
第一工作部で整備を行い、
同年11月1日「鳴海」と命名、
日本海軍籍に編入、
砲艦に類別された。
同日佐世保鎮守府籍。
支那方面艦隊揚子江方面特別根拠地隊所属となった。
江南造船所で改装、修理工事を行い、12月30日工事が完成した。
その後上海を出港、下流警戒隊となった。

### 1944年
1944年(昭和19年)1月3日南京着。
6日に南京を出港し、
以降揚子江の哨戒に従事した。
8月1日に上海着、26日上海発、哨戒任務を継続した。
10月1日に軍艦から除かれ艦艇の砲艦に類別が変更された。
10月7日、「鳴海」は九江でP-40の攻撃を受け、左舷燃料タンクへの直撃弾1発と、至近弾2発を受けた。10月8日から9日にかけて工作船「早瀬」によって修理が行われた。10月10日、「鳴海」と「多々良」で第二十四砲艦隊が編成された。

### 1945年
1945年(昭和20年)1月4日、九江から漢口へ向かう途中でP-51の攻撃を受け、至近弾5発と銃撃により損傷。死者3名、負傷者8名を出した。「鳴海」は1月22日に江南造船所に着き、入渠した。3月19日、「須磨」とともに南京へ向かっている途中で「須磨」が触雷沈没し、「鳴海」は「須磨」乗員を救助した。
「鳴海」は上海で終戦を迎えた。

### 戦後
1945年9月に中華民国軍が接収、中華民国海軍「江鯤 （Chiang-Kun）」と改名された。
日本海軍籍は1947年5月3日除籍された。
1949年に中国人民解放軍海軍に投降した。
1960年代に除籍された。

## 艦長
（注）1944年10月1日以降は「砲艦長」。
1. 吉田駒雄 大尉/少佐：1943年11月1日[20] - 1945年2月20日[21]
2. 小池三雄 大尉：1945年2月20日[21] - 1945年8月15日[22]